# Вильерс, Сара, графиня Джерси
Сара Вильерс, графиня Джерси (англ. Sarah Villiers, Countess of Jersey; 4 марта 1785 — 26 января 1867) — британская аристократка и светская львица, владелица частного банка «Чайлд и компания».

## Биография
Сара Вильерс была вторым ребёнком и старшей дочерью в семье Джона Фейна, 10-го графа Уэстморленд и его первой супруги Сары Фейн, дочери Роберта Чайльда. По условию завещания деда она унаследовала Остерли-парк, которое составляло его поместье, а затем после смерти своей бабушки и по достижении совершеннолетия стала старшим партнёром семейного частного банка «Чайлд и компания».

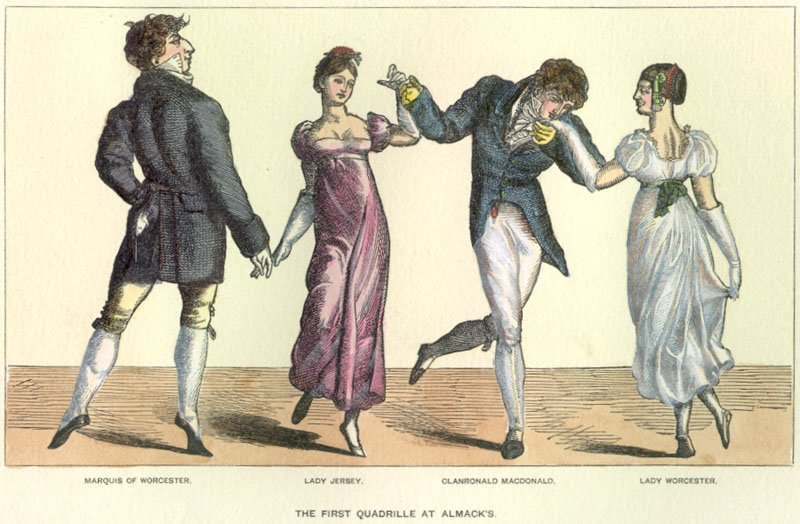
Леди Джерси (вторая слева) танцует кадриль

Став владелицей банка, Сара стала одной из богатых женщин страны, что позволило выплатить по 20000 фунтов стерлингов отцу, брату и двум младшим сёстрам, что при этом не повлияло на её доходы, которые по прежнему составляли 60 тысяч фунтов стерлингов в год.
В эпоху Регентства вместе с другими светскими дамами Сара была одной из покровительниц эксклюзивного клуба Олмака, в котором собирались представители британской знати, устраивались званые ужины и балы для молодёжи. Леди Джерси стала знаменитой благодаря тому, что в этом клубе в 1816 году она впервые представила кадриль, исполненную четырьмя парами, что идеально подходило для знатных членов клуба, стремившихся заявить о себе.
В течение многих лет она была сторонницей герцога Веллингтона, хотя при этом не была активна в политической жизни.
Скончалась 26 января 1867 года на 82-м году жизни, пережив 6 из 7 своих детей.

## Семья
23 мая 1804 года вышла замуж за Джорджа Чайлда Вильерса, 5-го графа Джерси (19 августа 1773 — 3 октября 1859). У пары было 7 детей (4 сына и 3 дочери):
- Джордж Чайлд Вильерс (4 апреля 1808 — 24 октября 1859) — политик, 6-й граф Джерси (октябрь 1859);
- Дост. Август Джон Вильерс (1810—1847);
- Дост. Фредерик Уильям Чарльз Вильерс (1815—1871);
- Дост. Фрэнсис Чарльз Вильерс[англ.] (11 октября 1819 — 8 мая 1862);
- Леди Сара Фредерика Чайльд Вильерс (1822—1853), вышла замуж за Миклоша III Антала, князя Эстерхази (25 июня 1817 — 28 января 1894), у пары было 3 детей;
- Леди Клементина Августа Веллингтон Чайлд Вильерс (1824—1858);
- Леди Адела Коризанда Мария Чайлд Вильерс (1828—1860), вышла замуж за подполковника Чарльза Парка Иббетсена.